# Campeonato Brasileiro de Rugby
Campeonato Brasileiro de Rugby – organizowany przez Confederação Brasileira de Rugby najwyższy poziom męskich rozgrywek ligowych rugby union we Brazylii. Zmagania toczą się cyklicznie (co sezon) systemem kołowym jako mistrzostwa kraju i przeznaczone są dla ośmiu najlepszych brazylijskich klubów.
W latach 2004–2013 najsłabsza drużyna rozgrywek walczyła o utrzymanie ze zwycięzcą Copa do Brasil danej edycji, w roku 2014 zaś ze zwycięzcą Taça Tupi. Od sezonu 2015 jest ona relegowana, zaś baraż o utrzymanie ze finalistą Taça Tupi rozgrywa przedostatni zespół w tabeli. Od 2018 w rozgrywkach uczestniczy 16 drużyn.

## Zwycięzcy
Materiał źródłowy do sezonów 1964–2010.
| Klub                 | Tytuły | Lata                                                                          |
| -------------------- | ------ | ----------------------------------------------------------------------------- |
| SPAC                 | 13     | 1964, 1965, 1966, 1967, 1968, 1969, 1974, 1975, 1976*, 1977, 1978, 1999, 2013 |
| São José             | 9      | 2002, 2003, 2004, 2007, 2008, 2010, 2011, 2012, 2015                          |
| Alphaville           | 7      | 1980, 1982, 1983*, 1985, 1989, 1991, 1992                                     |
| Niterói              | 6      | 1976*, 1979, 1983*, 1984, 1986, 1990                                          |
| Bandeirantes         | 4      | 1988, 1995, 2001, 2009                                                        |
| Rio Branco           | 4      | 1993, 1997, 1998, 2006                                                        |
| Desterro             | 3      | 1996, 2000, 2005                                                              |
| São Paulo Barbarians | 2      | 1970, 1971                                                                    |
| Medicina Rugby       | 2      | 1973, 1981                                                                    |
| Pasteur              | 2      | 1987, 1994                                                                    |
| Curitiba             | 2      | 2014, 2016                                                                    |
| FUPE                 | 1      | 1972                                                                          |
| Jacareí              | 1      | 2017                                                                          |

Objaśnienie: * – współtytuł